# Rui Nunes (escritor)
Rui Nunes, (Lisboa, 1945), é um escritor português. Em 1992 recebeu o Prémio do PEN Clube Português de Ficção, e em 1998, o Grande Prémio de Romance e Novela da Associação Portuguesa de Escritores.

## Trajectória
Licenciou-se em Filosofia na Faculdade de Letras da Universidade de Lisboa, e foi professor dessa disciplina na Escola Secundária Rainha D. Amélia. Residiu alguns anos na Áustria.
Em 1968, publicou o seu primeiro livro, As Margens, em edição de autor. Leitor da obra de Agustina Bessa-Luís, Maria Velho da Costa, Maria Gabriela Llansol e de José Saramago, entre outros, Rui Nunes aprecia também o cinema (Bergman) e música barroca e jazz, admitindo que estes podem suscitar-lhe o gosto pela escrita.
Foi considerado por Manuel Frias, membro do juri que em 1998 atribuiu ao seu livro Grito o Prémio GPRN - Grande Prémio de Romance e Novela da Associação Portuguesa de Escritores, "uma das estrelas mais brilhantes da constelação literária portuguesa - ocultada, tantas vezes pelas nuvens do fácil e do óbvio".
Desde jovem que sofre de miopia progressiva, que lhe causou visão diminuída, e uma percepção muito peculiar do mundo, que se reflectiria no universo da sua escrita. O seu estilo caracteriza-se por ser hermético, despojado, árido, abstracto, microscópico, numa prosa poética, por vezes surrealizante e não-narrativa.
Militante do Partido Comunista Português, foi homenageado em 2018 pelos seus 50 anos de vida literária.

## Obra
- As margens (1968).
- Quem da Pátria sai a si mesmo escapa? (1983). Relógio D'Água. ISBN 9789727080762.
- Sauromaquia (1974). Em 1987: Relógio D'Água. ISBN 9789727084005.
- Os Deuses da Antevéspera (1991). Vega. ISBN 9789726992561.
- Álbum de retratos (1993). Relógio D'Água. ISBN 9789727082131.
- Que Sinos Dobram por Aqueles que Morrem como Gado? (1995). Relógio D'Água. ISBN 9789727082759.
- Grito (1997). Relógio D'Água. ISBN 9789727083473.
- Cães (1999). Relógio D'Água. ISBN 9789727085309.
- Rostos (2001). Relógio D'Água. ISBN 9789727086177.
- A Boca na Cinza (2003). Relógio D'Água. ISBN 9789727087204.
- O Mensageiro Diferido (2005). Relógio D'Água. ISBN 9789727088201.
- Osculatriz (2005). Relógio D'Água. ISBN 9789727081615.
- O Choro é Um Lugar Incerto (2006). Relógio D'Água. ISBN 9789727088676.
- Ouve-se Sempre a Distância Numa Voz (2006). Relógio D'Água. ISBN 9789727089185.
- Ofício de Vésperas (2007). Relógio D'Água. ISBN 9789727089758. [6]
- Os Olhos de Himmler (2009). Relógio D'Água. ISBN 9789896410865.
- A Mão do Oleiro (2011). Relógio D'Água. ISBN 9789896412173.
- Barro (2012). Relógio D'Água. ISBN 9789896412821.
- Armadilha (2013). Relógio D'Água. ISBN 9789896413569 .
- Uma Viagem no Outono (2013). Relógio D'Água. ISBN 9789896413651.
- Enredos (2014). Relógio D'Água. ISBN 9789896414221.
- Nocturno Europeu (2014). Relógio D'Água. ISBN 9789896414696.
- A Crisálida (2016). Relógio D'Água. ISBN  9789896415785.
- Baixo Contínuo (2017). Relógio D'Água. ISBN 9789896417390.[7]
- Suíte e Fúria (2018). Relógio D'Água. ISBN 9789896418748 .
- O Anjo Camponês (2020). Relógio D'Água. ISBN 9789896419912.
- No Íntimo de uma Gramática Morta (2021). Officium Lectionis. ISBN 9789898029973[8]
- A Margem de Um Livro (2021). Officium Lectionis. ISBN 9789898029980[9]
- Irradiante, o negro (2022). Relógio D'Água. ISBN 9789897832147. [10] [11]
- O Canto no Ocaso (2023). Officium Lectionis 2.ª edição. ISBN 9789893501429[12]
- Neve, Cão e Lava (2023). Relógio D'Água. ISBN 9789897833588. [13]
- Da Luz à Lucidez: Paulo Nozolino (2024). Relógio D'Água. ISBN 9789897834653. [14]
- Não é ainda o pânico (2025). Relógio D'Água. ISBN 9789897835537. [15]

## Outros (ensaios, entrevistas, etc)
- Dizer o Mundo - Conversas com Rui Nunes e Paulo Nozolino (2021), de Alexandra Caritas. Relógio D'Água. ISBN 9789897831997. [16]

## Prémios
- 1992: Prémio do Pen Clube Português de Ficção por Osculatriz
- 1998: Grande Prémio de Romance e Novela da Associação Portuguesa de Escritores (APE) por Grito
- 2015: Prémio autores 2015 da SPA: Melhor Livro de Ficção Narrativa por Nocturno Europeu[17]